# 大澳洲灣

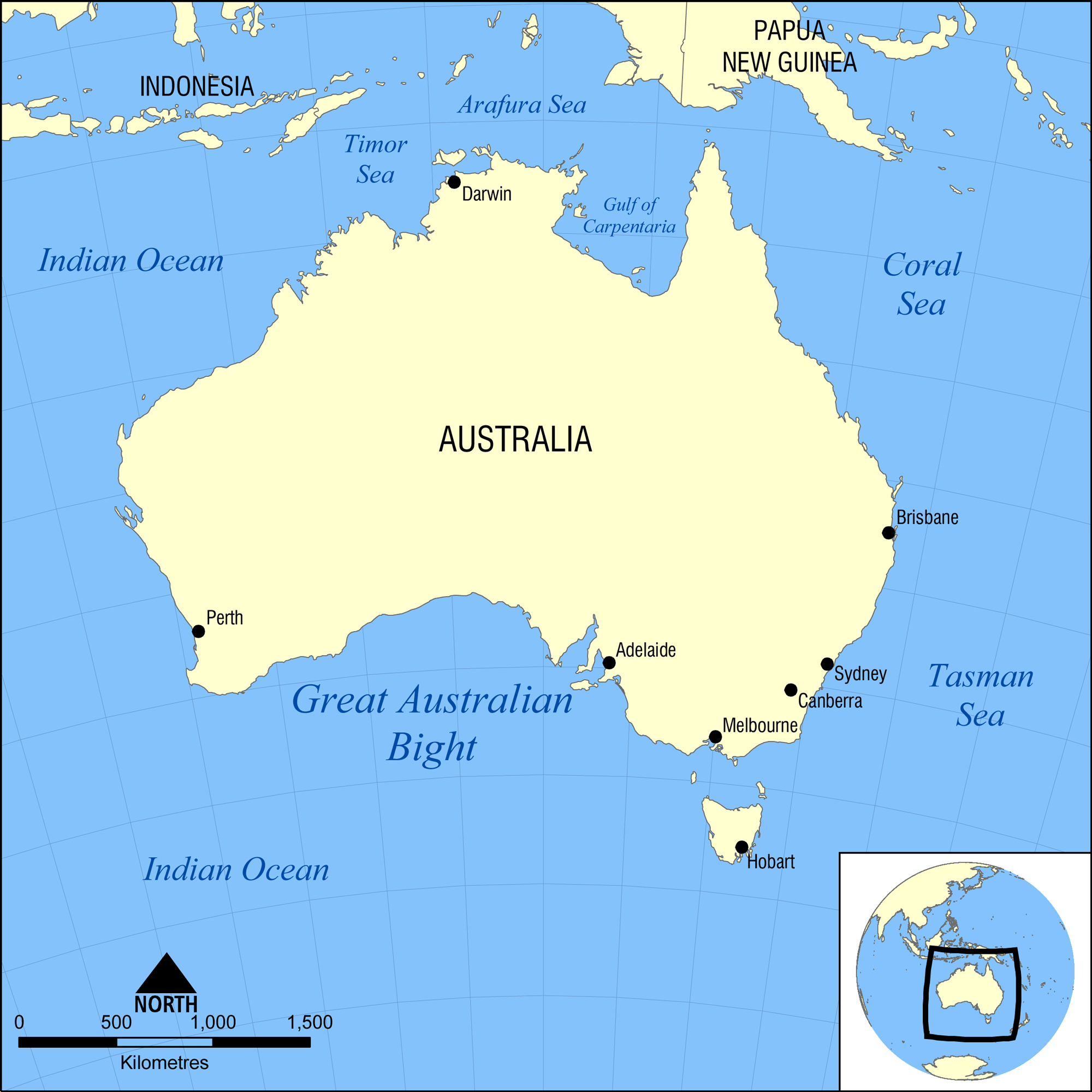
圖中顯示「Great Australian Bight」即大澳洲灣的位置。

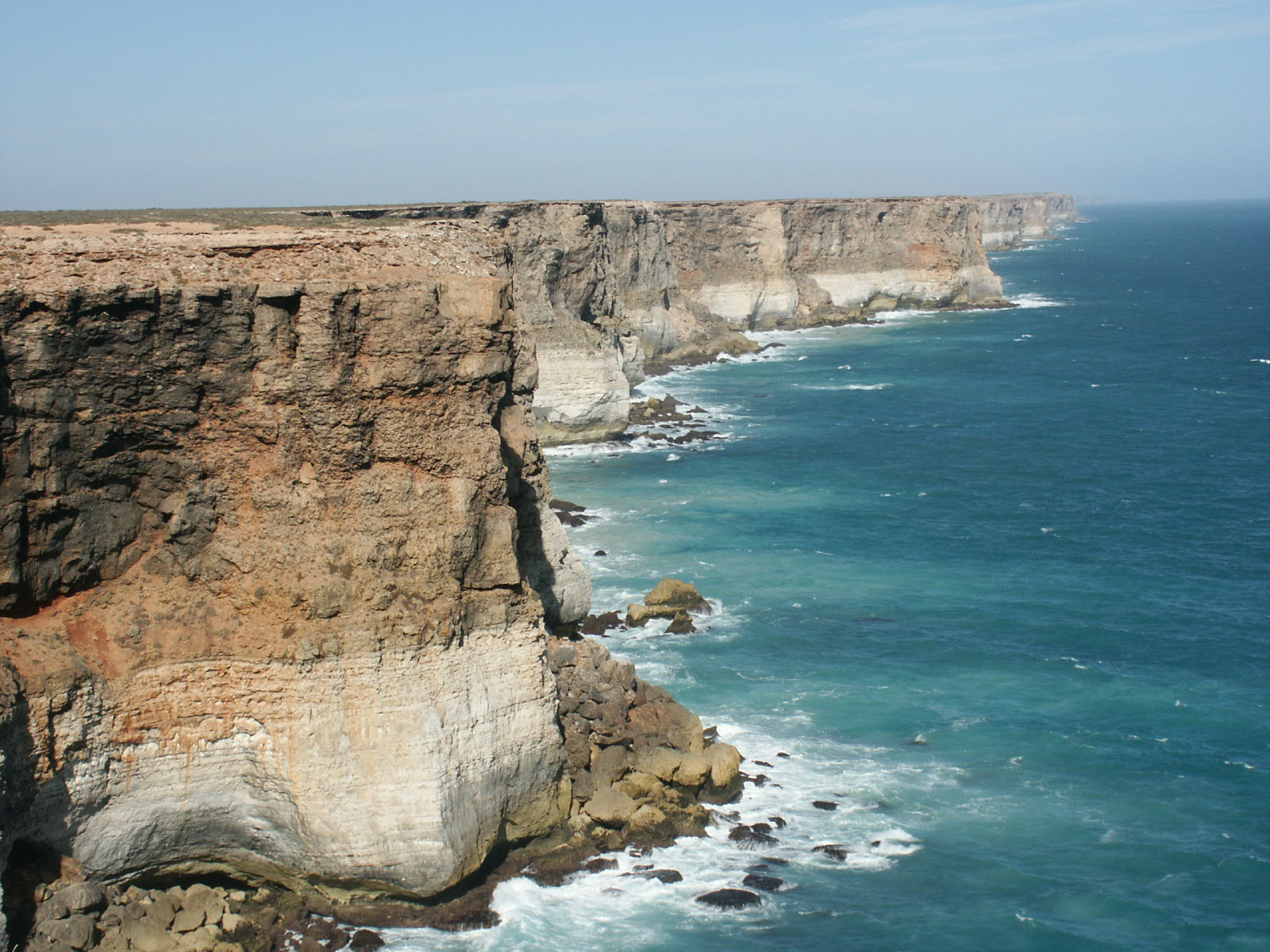
澳洲南部的大澳洲灣海岸線呈海崖地形。

大澳洲灣（Great Australian Bight），是澳洲南部的大海灣，澳大利亚沿海最宽阔的海湾。根据国际水文组织，其西起西澳大利亚州韦斯特角，东至塔斯马尼亚州西南角，但通常认为是西起西澳大利亚州帕斯利角，东至南澳大利亚州艾尔半岛卡罗特角。1802年，首度由英國航海家馬修·福林達斯做精確調查。
国际水文组织认为大澳洲湾是印度洋的一部分，但澳大利亚方面认为它是南冰洋的一部分。

## 外部連結
- Great Australian Bight Marine Park